# Octopus kaurna
Octopus kaurna är en bläckfiskart som beskrevs av Stranks 1990. Octopus kaurna ingår i släktet Octopus och familjen Octopodidae. Inga underarter finns listade i Catalogue of Life.